# Bobbie Singer
Bobbie Singer (egentligen Tina Schosser), född 1981 i Linz, är en österrikisk popsångare, som representerade sitt hemland i Eurovision Song Contest 1999 i Jerusalem, Israel.